# Corporate Governance
Corporate Governance, deutsch Grundsätze der Unternehmensführung, ist der rechtliche und faktische Ordnungsrahmen für die Leitung und Überwachung von Unternehmen zum Wohl aller relevanten Anspruchsgruppen (= Stakeholder). Als Stakeholder-Ansatz (alle Anspruchsgruppen) geht er über den enger gefassten Shareholder-Ansatz (Anspruchsgruppe Anteilseigner) hinaus, umfasst diesen aber.
Der Ordnungsrahmen wird maßgeblich durch Gesetzgeber und Eigentümer bestimmt. Die konkrete Ausgestaltung obliegt dem Aufsichts- bzw. Verwaltungsrat und der Unternehmensführung.
Das unternehmensspezifische Corporate-Governance-System besteht aus der Gesamtheit relevanter Gesetze, Richtlinien, Kodizes, Absichtserklärungen, Unternehmensleitbild und Gewohnheit der Unternehmensleitung und -überwachung.

## Allgemein
Bisher existiert weltweit noch kein einheitliches Verständnis oder eine einheitliche Definition, was Corporate Governance genau bedeutet oder umfasst. Ganz allgemein kann Corporate Governance aber als die Gesamtheit aller internationalen und nationalen Regeln, Vorschriften, Werte und Grundsätze verstanden werden, die für Unternehmen gelten und bestimmen, wie diese geführt und überwacht werden.
In der Literatur wird regelmäßig (auch wenn dies selten explizit ausgewiesen wird) über gute Corporate Governance bzw. die Verbesserung der bestehenden Corporate Governance diskutiert.
Kennzeichen guter Corporate Governance:
- angemessener Umgang mit Risiken
- formelles, transparentes Verfahren für Vorschlag und Wahl der Board-Mitglieder (z. B. breites Spektrum von Personen einbeziehen)
- funktionsfähige Unternehmensleitung
- keine Kreuzverflechtung zwischen den Vergütungsausschüssen verschiedener Unternehmen
- Managemententscheidungen sind auf langfristige Wertschöpfung ausgerichtet
- Transparenz in der Unternehmenskommunikation
- Wahren der Interessen verschiedener Gruppen (z. B. der Stakeholder)
- zielgerichtete Zusammenarbeit der Unternehmensleitung und -überwachung

Corporate Governance ist dabei sehr vielschichtig und umfasst obligatorische und fakultative Maßnahmen: das Einhalten von Gesetzen und Regelwerken (Compliance), das Befolgen anerkannter Standards und Empfehlungen sowie das Entwickeln und Befolgen eigener Unternehmensleitlinien.
Ein weiterer Aspekt der Corporate Governance ist die Ausgestaltung und Implementierung von Leitungs- und Kontrollstrukturen.
Gute Corporate Governance gewährleistet verantwortliche, qualifizierte, transparente und auf den langfristigen Erfolg ausgerichtete Führung und soll so der Organisation selbst, ihren Eigentümern, aber auch externen Interessengruppen (Geldgebern, Absatz- und Beschaffungsmärkten, der Gesellschaft, den Bürgern) dienen.
Darüber hinaus gibt es seit einiger Zeit Bemühungen, die Idee der Corporate Governance für weitere Organisationen des öffentlichen und halb-privaten Sektors nutzbar zu machen, z. B. für Genossenschaften (Cooperative Governance), Stiftungen, Vereine (Non-Profit Governance) oder öffentliche Betriebe und Institutionen (Public Corporate Governance). In Bezug auf Nachhaltigkeit wird der Begriff Governance zunehmend auch für Ressourcennutzung und Infrastruktur der Netzwerkindustrien verwendet (Water Governance, Infrastructure Governance).
Corporate Governance ist kein international einheitliches Regelwerk, sondern bis auf einige wenige international anerkannte, gemeinsame Grundsätze ein länderspezifisches Verständnis verantwortungsbewusster Unternehmensführung. Neben länderspezifischen Corporate-Governance-Bestimmungen existieren aber auch länderübergreifende branchenspezifische Regelungen.

## Abgrenzung vom Begriff Management
Corporate Governance und Management werden oft mit demselben Begriff „Unternehmensführung“ übersetzt. Diese Übersetzung trifft für Corporate Governance nicht zu. Management ist die Unternehmensleitung, die auch ohne Berücksichtigung von Corporate-Governance-Regeln möglich ist. Corporate Governance dagegen ist die „verantwortungsvolle Unternehmensführung und -kontrolle“.

## Geschichte
Der Ausgangspunkt für die Deklaration und Einführung von Corporate Governance liegt in den 1930er-Jahren, als erstmals das Auseinanderklaffen von Aktionärsinteressen und Unternehmensführung erkannt wurde. Ein bedeutendes Buch dazu erschien 1932 unter dem Titel The Modern Corporation and Private Property von Adolf Augustus Berle und Gardiner C. Means.
Unter diesem Titel erschien der Begriff erstmals 1976, wurde aber erst durch den Cadbury Report (1992), den Greenbury Report (1995) und den Hampel Report (1998) bekannt, die über praktische Erfahrungen damit berichteten.
Diese Berichte förderten weltweit Bemühungen der Unternehmen, ihre Grundsätze einer guten Corporate Governance (siehe auch: Good Governance) zu Papier zu bringen. Diese Grundsätze formulieren zum einen die wesentlichen gesetzlichen Regelungen zur Unternehmensführung und -überwachung und zum anderen bloße Empfehlungen, etwa zur Rechnungslegung und Abschlussprüfung oder zur Arbeit des Vorstandes und der Aufsichtsgremien (z. B. Aufsichtsrat) von Unternehmen.

## Theoretische Grundlagen
Die theoretischen Grundlagen der Corporate Governance betrachten die Herausforderungen und Problemstellungen der Steuerung und Kontrolle von Unternehmen aus unterschiedlichen Blickwinkeln und entwickeln dabei Lösungen, die das Verhalten von Individuen in Organisationen bei der Lösung der organisatorischen Probleme besser erklären sollen.:S. 49

### Prinzipal-Agent-Theorie
Die Prinzipal-Agent-Theorie untersucht Problemstellungen, die aus der Trennung von Eigentum und Verfügungsgewalt entstehen, und geht in seiner modernen Form auf ein Konzept von Jensen & Meckling aus dem Jahre 1976 zurück. Sie lässt sich als wirtschaftswissenschaftliches Modell der neuen Institutionenökonomik nutzen, um im Bereich der Corporate Governance Delegations-, Informations- und Anreizprobleme zu identifizieren und zu lösen. Ziel ist es den wirtschaftlichen Nutzen im Sinne des Auftraggebers oder Eigentümers zu verbessern und das Handeln von Menschen in einer Hierarchie nachhaltig zu erklären.
In diesem Modell tritt der Auftraggeber als sogenannter Prinzipal und der Beauftragte als sogenannter Agent auf. Das Prinzipal-Agenten Verhältnis, in dem der Agent durch den Prinzipal beauftragt handelt, ergibt sich aus der Tatsache, dass das Eigentum auf Seiten des Prinzipals und die Handlungsgewalt auf Seiten des Agenten, voneinander getrennt sind. Ein sogenannter Agenturkonflikt entsteht, da der Agent naturgemäß nach der Annahme des Homo oeconomicus die Maximierung des eigenen Nutzens verfolgt und somit einen Interessenskonflikt zwischen Prinzipal und Agent entstehen lässt.
Weitere Basis stellt eine asymmetrische Informationsverteilung zwischen den Marktakteuren dar. Den Gegensatz zur symmetrischen Informationsverteilung stellen die Grundsätze in der Neoklassik dar. Aus dem Grundsatz der asymmetrischen Informationsverteilung heraus können zwangsläufig diverse Delegations- und Koordinationsprobleme erwachsen.
Auch liegt dem Modell der Prinzipal-Agent-Theorie der Grundsatz des Homo oeconomicus zugrunde, also einem nutzenmaximierenden Verhalten. So wird stets die Handlungsalternative mit dem größten Nettovorteil gewählt, bei gleichzeitigen opportunistischen Handeln und begrenzter individueller Rationalität. Das Streben nach der Nutzenmaximierung führt zwangsläufig zu gegensätzlichen Interessen zwischen Prinzipal und Agenten. Daher ist im Sinne auftretender Interessenkonflikte die Verifizierbarkeit der Vertragselemente in der Prinzipal-Agent-Beziehung von hoher Bedeutung.
Das opportunistische Verhalten zum Nachteil gegenüber dem Prinzipal begründet sich aus dem sich bietenden Handlungsspielraum des Agenten. Der unvollkommene Wissensstand resultiert im Wesentlichen aus der Tatsache, dass sich ein Akteur zwar Wissen aneignen kann, jedoch nicht immer alle notwendigen relevanten Informationen zur Verfügung hat oder diese zeitnah verarbeiten kann. Das opportunistische Verhalten kann über die reine Nutzenmaximierung hinausgehen und notfalls auch betrügerisches Verhalten, Täuschung und Stehlen mit einschließen.
Die Beziehung zwischen Prinzipal und Agenten kann zum Beispiel durch einen Vertrag zustande kommen. Unter Umständen reicht aber auch schon eine Beeinflussung einer Person durch andere aus, ohne einen konkreten Auftrag (z. B. Verhaltensweisen einer Person, welche die andere stören). Entscheidend ist das Ausüben externer Effekte auf eine andere Person. Jedoch ist die vertraglich fixierte Prinzipal-Agenten Beziehung das typische Modell wirtschaftlichen Handelns.
Probleme aus der Agenturbeziehung resultieren aus den vier Informationsasymmetrien Eigenschaften (Hidden Characteristics), Absichten (Hidden Intentions), Informationen (Hidden Informations) und den Handlungen (Hidden Actions) des Agenten zu Lasten des Prinzipals.
Der Begriff Moral Hazard stammt aus dem Versicherungswesen und umschreibt die Gefahr, dass ein Versicherungsnehmer sich nach Vertragsabschluss weniger umsichtig verhält. In Bezug auf die oben genannten Informationsasymmetrien zwischen Agenten und Prinzipal kann dieser Begriff als eine Konsequenz für die Informationsasymmetrien betrachtet werden. Die moralische Haltung des Agenten zu seinem Gegenüber spielt in der Prinzipal-Agent-Theorie die entscheidende Rolle. Die Gefahr der vorsätzlich herbeigeführten Benachteiligung eines Vertragspartners ist aufgrund der Modellannahmen des Homo Oeconomicus und des opportunistischen Verhaltens immer gegeben. Weiter verschärft wird dies dadurch, dass der Prinzipal die beim Agenten in Auftrag gegebene Handlung nicht verfolgen kann und der Eigenleistungsgrad des Agenten bei der Aufgabenbearbeitung auch von externen Dingen beeinflusst wird. Daher ist die Verknüpfung des Endergebnisses mit der Leistung des Agenten nur eingeschränkt machbar.
Lösungsansätze zur Behebung der Informationsasymmetrien bestehen im sogenannten Signalling, dem Screening oder der Nutzung gezielter Anreize und Kontrollen (Self Selection, Reputation u. a.).
Weiterhin entstehen sogenannte Agenturkosten. Diese setzen sich aus Steuerungs- und Kontrollkosten zusammen, welche versuchen die Anstrengungen des Prinzipals zu Verringerung des eigenen Informationsnachteils darzustellen. Aufgegliedert werden können diese in Kosten der Vertragsschließung und Überwachung sowie in Wohlfahrtsverluste die aus dem Agenturkonflikt entstehen. Die Höhe der Agenturkosten hängt von der Größe der Handlungsoptionen des Agenten ab, welche mit zunehmend auftretenden Informationsasymmetrien und Machtbefugnissen dessen wachsen. Auch die Intensität der generellen Interessenskonflikte in der Prinzipal-Agenten-Beziehung spielt bei der Höhe der Agenturkosten eine Rolle.
Residualkosten entstehen durch die Eliminierung von Abweichungen des Idealzustandes zwischen First-Best-Lösung und Second-Best Lösung. Die Abweichung vom Idealzustand kommt durch bestehende Informationssymmetrien zustande.
Signalisierungskosten stellen die Anstrengung des Agenten dar, die dieser selbst aufwendet um Informationsasymmetrien zu verringern.
Es lässt sich zusammenfassen, dass mittels angemessener und zielorientierter Corporate Governance eine Senkung der Agenturkosten durch den Abbau von Interessenkonflikten und Informationsasymmetrien angestrebt werden kann. Auch können oben beschriebene Anreizsysteme dazu benutzt werden, Interessenskonflikte abzubauen und den Informationsvorteil des Agenten durch die Lösungsansätze zur Behebung der Informationsasymmetrien zu minimieren. Somit lassen sich dann beispielsweise die Interessen der Kapitalgeber an die des Managements angleichen.
An der Prinzipal-Agenten-Theorie kann bemängelt werden, dass nur das Verhalten des Agenten opportunistisch geprägt sein kann. Somit wird das Modell nur aus Sicht des Prinzipals betrachtet.

### Stewardship-Theorie
Die Stewardship-Theorie wurde 1991 von Donaldson und Davis begründet. Sie bildet mit einem soziologisch und psychologisch geprägten Erklärungsansatz zur Unternehmensführung und zur Beziehung des Prinzipals mit dem Agenten eine Gegenreaktion auf das „einseitig negative Managerbild“ der für die Corporate Governance dominanten Prinzipal-Agent-Theorie. Die Agenten werden zu Stewards, die nicht mehr opportunistisch individuelle und finanzorientierte Ziele zulasten der Prinzipale verfolgen. Die Stewards sind intrinsisch motivierte Menschen mit einem Drang zur Selbstverwirklichung, die mit dem Prinzipal kohärente Strategien und Wege vorwärts suchen. Das Verhältnis ist von Vertrauen statt durch Kontrolle sowie durch Interesse an übergreifenden und gemeinschaftlichen Sichtweisen geprägt.:S. 60–64

### Stakeholder-Theorie
Der Grundsatz, dass ein Unternehmen, um langfristig erfolgreich zu sein, nicht nur die Interessen der Aktionäre, sondern aller Interessenten bedienen muss, wurde bereits 1971 von Klaus Schwab formuliert. Ab 1983 entwarfen Mitroff und Freemann die Grundzüge der Stakeholder-Theorie. Sie ist ein konzeptioneller Ansatz der Corporate Governance, nach dem die Unternehmensführung nicht nur die Interessen der Anteilseigner zu berücksichtigen hat, sondern auch die aller Anspruchsgruppen, ohne deren Unterstützung das Unternehmen nicht überlebensfähig wäre. Die Gruppe der Stakeholder kann somit sehr heterogen sein und umfasst auch die Arbeitnehmer, Kunden und Lieferanten, den Staat und die Öffentlichkeit. 
Der Stakeholder-Ansatz baut auf der Koalitionstheorie auf, welche die Basis für Mitbestimmungsrechte in Unternehmen darstellt und gleichermaßen eine Grundlage für interessenspluralistische Unternehmensverfassungen ist. Die Unternehmung wird als eine Koalition aus verschiedenen Interessengruppen ausgelegt, dessen Interessen zu koordinieren und auszugestalten sind. Die Aufgabe der Unternehmensleitung ist es, die Beziehungen zwischen und zu den unterschiedlichen Gruppen zu koordinieren und zu vermitteln, um einerseits die Kooperation im Rahmen der unternehmerischen Wertschöpfung zu sichern und andererseits Kompromisse hinsichtlich der Verteilung des erwirtschafteten Unternehmenserfolgs zu schließen. Dieser Ansatz erweitert die Corporate Governance auf die Corporate Social Responsibility, die gesellschaftliche Verantwortung des Unternehmens.:S. 64–66

## Nationale Regelungen

### Deutschland
In Deutschland sind die Corporate-Governance-Grundsätze im Deutschen Corporate Governance Kodex fixiert worden. Eine vom Bundesministerium der Justiz im September 2001 eingesetzte Regierungskommission hat diesen Kodex am 26. Februar 2002 verabschiedet. Der Kodex enthält neben der Darstellung wesentlicher gesetzlicher Vorschriften zur Unternehmensführung und Publizität zahlreiche Empfehlungen und Anregungen zur Leitung und Überwachung börsennotierter Gesellschaften.
Gesetzliche Grundlage der Corporate Governance ist das Aktiengesetz (AktG). Bedeutende gesetzliche Initiativen mit Bezug zur Corporate Governance sind bspw. das Gesetz zur Kontrolle und Transparenz im Unternehmensbereich (KonTraG, 1998), das Gesetz zur weiteren Reform des Aktien- und Bilanzrechts, zur Transparenz und Publizität (TransPuG, 2002), das Bilanzrechtsreformgesetz (BilReG, 2004) und das Vorstandsvergütungs-Offenlegungsgesetz (VorstOG, 2005).
Die Frage nach der inhaltlichen Ausgestaltung der Handlungs- und Leitungsmaxime ist insbesondere nach der Rechtsprechung des Bundesgerichtshofs im Mannesmann-Prozess unter Verweis auf das Unternehmensinteresse zu beantworten. Dabei bilden die Interessen der Anteilseigner und Arbeitnehmer die Mindestinteressen, die zur Definition des Unternehmensinteresses heranzuziehen sind. Das Unternehmensinteresse begrenzt nach geltender höchstrichterlicher Rechtsprechung die Ermessensausübung des Vorstandes nach § 76 Abs. 1 AktG.
Das Bundesministerium der Finanzen ist seit 2007 bestrebt, durch die Veröffentlichung eines Public Corporate Governance Kodex den Wirkungsbereich explizit auch auf Unternehmen der öffentlichen Hand und auf Unternehmen mit öffentlicher Beteiligung auszuweiten.

### Frankreich
Hier gibt es unter anderem die Loi de Sécurité Financière von 2003. Von besonderer Relevanz sind zwei Corporate Governance Codices. Der Afep-Medef Codex wird von großen börsennotierten Gesellschaften verwendet, während der MiddleNext Codex für kleinere börsennotierte Gesellschaften konzipiert wurde. Beide beruhen auf dem Prinzip comply or explain: die Benutzer dürfen einzelne Empfehlungen außer Acht lassen, solange sie diese Entscheidung ausreichend begründen.

### Großbritannien
Der Cadbury Report (1992), der Greenbury Report (1995) und der Hampel Report (1998) bilden die Basis für Corporate Governance in Großbritannien.
Der heute für börsennotierte Unternehmen maßgebliche Turnbull Report wird 2005 von der Flint Commission überarbeitet.
Im Juli 2010 wurde außerdem der Stewardship Code veröffentlicht.

### Kanada
Neben dem CoCo-Kontrollmodell (1995) gibt es weitere konkrete Vorgaben und Instrumente, die vom Risk Management and Governance Board des CICA erarbeitet werden.

### Niederlande
In den Niederlanden wurde 2003 der Kodex Tabaksblat veröffentlicht. Der Kodex enthält über 100 Maßnahmen zur Leitung und Überwachung börsennotierter Gesellschaften.

### Österreich
Ähnlich wie in der Schweiz ist die Situation auch in Österreich. Der österreichische „Arbeitskreis für Corporate Governance“ hat den österreichischen Corporate-Governance-Kodex erstellt. Will ein Unternehmen an der Wiener Börse notiert sein, muss es zustimmen, diesen Kodex einzuhalten. Der Kodex enthält:
- L-Regeln: sind aus verschiedenen Gesetzen kopiert, daher ohnehin verbindlich (Law),
- C-Regeln: wenn ein Unternehmen abweicht, muss es das begründen (comply or explain), die „Höchststrafe“ ist, dass das Unternehmen die Börsenzulassung verliert, und
- R-Regeln: Empfehlungen ohne besondere Auswirkungen für einen Betrieb, der die Regel nicht einhält (recommend).

### Schweiz
In den Zulassungsbedingungen zum Börsenhandel an der SIX sind einige Mindestanforderungen zur Corporate Governance für Unternehmen definiert. 2003 hat die Universität Zürich in einer Studie im Auftrag der SIX die Einhaltung der Corporate Governance-Richtlinien der SIX überprüft. Damals waren 85 % der Richtlinien umgesetzt. Wird eine Information nicht offengelegt, so muss dies einzeln und substanziell begründet werden.
Seit dem 1. Juli 2002 existiert zudem der Swiss Code of Best Practice (oder „Swiss Code“) vom Dachverband der Schweizer Wirtschaft (economiesuisse). Dieser listet Verhaltensregeln auf, die für eine vorbildliche Corporate Governance notwendig sind. Die Anwendung des Codes basiert auf Freiwilligkeit. Dieser Swiss Code of Best Practice wurde 2007 um zehn Empfehlungen zur Vergütung von Verwaltungsräten und oberstem Management erweitert.
Auf eidgenössischer Ebene hat der Bundesrat am 13. September 2006 den Corporate-Governance-Bericht verabschiedet. Im Einzelnen beantwortet der Bericht die Fragen:
- Welche Aufgaben der zentralen Bundesverwaltung eignen sich zur Auslagerung? (→ Aufgabentypologie);
- Wie sind die mit der Erfüllung dieser Aufgaben betrauten Unternehmen rechtlich zu konzipieren und zu steuern? (→ 28 Leitsätze);
- Wie hat sich der Bund intern bei der Wahrnehmung seiner Eignerinteressen zu organisieren? (→ Grundsätze zur Rollenverteilung).

Mit der Verknüpfung von Aufgabentypologie und Leitsätzen schafft der Corporate-Governance-Bericht ein Modell, das die Erfüllung von Bundesaufgaben im öffentlichen Interesse auch nach ihrer Auslagerung gewährleistet und die kohärente Steuerung der Unternehmungen des Bundes sicherstellt. Vertiefende Ausführungen zu den 28 Leitsätzen finden sich in einem Erläuternden Bericht der Eidgenössischen Finanzverwaltung.
2007 wurden im Schweizerischen Obligationenrecht (OR) die Artikel 663bbis und 663c eingeführt. Diese fordern von den Unternehmen Transparenz bezüglich der Vergütung von Verwaltungsrats- und Geschäftsleitungsmitgliedern. Als Folge dieser Vorschrift müssen seit 2007 die Entschädigungen der Führungsorgane im Geschäftsbericht ausgewiesen werden.
Weitere gesetzliche Grundlagen betreffend Corporate Governance werden im Rahmen der Aktienrechtsreform vorangetrieben. Ende 2005 hat der Bundesrat die Vernehmlassung zur Revision des Aktien- und Rechnungslegungsrechts eröffnet. 2007 ließ er aus den Vernehmlassungsergebnissen eine Botschaft ausarbeiten, die Ende 2007 verabschiedet wurde. Die Aktienrechtsreform hatte in erster Linie zum Ziel, die Aktionärsrechte zu stärken.
Im Februar 2008 hat Thomas Minder die eidgenössische Volksinitiative „gegen die Abzockerei“ eingereicht. Die Initiative enthält insbesondere Vorschriften zu den Entschädigungen von Führungsmitgliedern, die für die im In- und Ausland kotierten Schweizer Aktiengesellschaften gelten sollen. Der Bundesrat hat Ende 2008 entschieden, die laufende Aktienrechtsreform in einen Gegenvorschlag zur Minder-Initiative umzuformen. Dies, obwohl es in der Aktienrechtsreform nicht in erster Linie um Entschädigungen ging. So wurde die Botschaft des Bundesrates angepasst und mit einer Zusatzbotschaft versehen. Nach der Annahme der Minder-Initiative durch die Schweizer Stimmberechtigten im März 2013 gilt vorerst die Übergangsregelung Verordnung gegen übermässige Vergütungen bei börsenkotierten Aktiengesellschaften (abgekürzt VegüV), bis die Parlamentsdebatte zu einer umfassenderen Revision des Aktienrechts führt.

### Vereinigte Staaten
Basis bilden u. a. das auf der Arbeit der Treadway-Kommission beruhende COSO-Kontrollmodell COSO ICF (1992), aktualisiert als COSO ICIF (Internal Control – Integrated Framework) 2013 sowie das ergänzende Risikomanagement-Rahmenmodell COSO ERM (2004). Diese Modelle sind auch international anerkannt, sie sind Grundlage der national umgesetzten International Standards on Auditing (ISA) der International Federation of Accountants (IFAC). Seit 2002 ist der Sarbanes-Oxley Act (SOX) für alle Unternehmen verbindlich, die an einer der US-Börsen gelistet sind. Das US Public Company Accounting Oversight Board (PCAOB) hat weiterführende Regeln veröffentlicht, die von börsennotierten Unternehmen bei der Implementierung und Prüfung der Corporate Governance resp. der organisatorischen Instrumente (IKS, ERM) zu berücksichtigen sind.

## Internationale Regelungen

### OECD
Die G20/OECD-Grundsätze der Corporate Governance wurden erstmals 1999 publiziert sowie 2004 und 2015 aktualisiert.

### Finanzdienstleister
Ende 1974 wurde von den Zentralbanken der G10-Länder in der Bank for International Settlements der „Basler Ausschuss für Bankenaufsicht“ gegründet.
Die 2006 von der BIS überarbeitet veröffentlichten „Kernprinzipien einer effektiven Bankenaufsicht“ sowie die dazugehörige Core Principles Methodology umreißen die Anforderungen der Bankenaufsicht an die Führung eines Finanzdienstleisters.

### Öffentliche Institutionen
Über die bestehende, für den privatwirtschaftlichen Bereich gedachten Corporate Governance Guidelines hinaus wurde von der OECD im Mai 2005 eine Richtlinie für öffentliche Institutionen (englisch) verabschiedet; diese Vorschläge wurden mit Vertretern von INTOSAI und EUROSAI erarbeitet.

### Europäische Union
Auf europäischer Ebene hat die EU-Kommission zur Prüfung der in den Mitgliedstaaten bewährten Verfahren im Oktober 2004 ein „Europäisches Corporate Governance-Forum“ eingerichtet. Dieses Forum soll die Konvergenz der nationalen Corporate-Governance-Kodizes fördern sowie die Kommission beraten. Dem Forum gehören fünfzehn Experten mit unterschiedlichem fachlichem Hintergrund an. Die Mitglieder des Forums werden für 3 Jahre ernannt.
Im April 2011 hat die Kommission das Grünbuch Europäischer Corporate Governance-Rahmen vorgestellt und hiermit verschiedene Neuerungen, insbesondere auf dem Gebiet der Aktionärsbeteiligung und der Ernennung von Verwaltungsratsmitgliedern, vorgeschlagen. Ziel ist es, das kurzfristige Denken der Aktionäre einerseits und die Struktur des Verwaltungsrates, insbesondere hinsichtlich der Einführung einer Frauenquote und einer größeren Vielfalt bei der Auswahl, andererseits zu verändern.
Die Vorschläge der Kommission werden in Fachkreisen kontrovers diskutiert. Insbesondere die Aufnahme einer Diversitäts-Klausel in den Kodex stellt nach der Ansicht vieler Experten einen Verstoß gegen das Subsidiaritätsprinzip der Europäischen Union dar, weil die Kommission damit tief in mitgliedsstaatliche Strukturen eindringe, wofür keine Ermächtigungsgrundlage besteht. Daneben wird vor allem das Bedürfnis eines europaweiten Corporate Governance-Rahmens in Frage gestellt.
Insgesamt sind sich die Kommission und die Fachkreise jedoch einig, dass Handlungsbedarf in einigen Bereichen der Corporate Governance besteht. Dementsprechend sind auf diesem Gebiet in der Zukunft gesetzliche Änderungen zu erwarten.

## Sozialer Bereich
Das Thema Corporate Governance, sowie gute und transparente Unternehmensführung, nimmt auch immer mehr Bedeutung in der Sozialwirtschaft und damit bei Einrichtungen und Trägern im sozialen Bereich zu. So hat das Diakonische Werk den Diakonischen Corporate Governance Kodex herausgegeben. Den Einrichtungen der Caritas wird empfohlen, sich an der Arbeitshilfe der Deutschen Bischofskonferenz für soziale Einrichtungen in katholischer Trägerschaft und wirtschaftlicher Aufsicht zu orientieren. Aber nicht nur die großen Träger entwickeln solche Kodizes, sondern auch kleinere, wie zum Beispiel die Lebenshilfe, stellen das Thema mehr in den Mittelpunkt.
Zuletzt wurden auch Forderungen aus der Politik laut, die einen allgemeinen Kodex für die Sozialwirtschaft fordern. Durch diese soll vor allem mehr Transparenz bei der Verwendung von Geldern und Spenden hergestellt werden, aber auch geregelt werden, wie Aufsichtsgremien besetzt werden sollen.

## Sprach- und Begriffsgeschichte
Im Englischen ist governance ein alter Begriff der allgemeinen Politiksprache zur Beschreibung, Beurteilung und Vergleich der Art und Weise von staatlichem Regierungshandeln(Vgl. John Fortescue, The Governance of England, London 1470). Er stand sprachlich in Konkurrenz mit government, das doppeldeutig „das Regieren“ (i.S. eines substantivierten Verbes, auch: the governing) als auch „die Regierung“ (i.S. einer Institution) bedeuten kann. Governance scheint im 20. Jahrhundert zunehmend weniger verwendet und als veraltet angesehen worden zu sein.
Ab 1976 ist Governance in der US-amerikanischen Wirtschaftssprache in dem zusammengesetzten Begriff Corporate Governance mit der neuen Bedeutung von verantwortungsvoller Unternehmensführung wiederbelebt worden. Es wurde nicht nur im Englischen, sondern weltweit, auch in der deutschen Wirtschaftsfachsprache rezipiert und weiter verbreitet.
Ein Jahrzehnt später hat die Weltbank, mit Sitz in den USA, Governance in der neuen Zusammensetzung „Good Governance“ mit der Bedeutung von verantwortungsvoller Regierungsführung in die Fachsprache der internationalen Entwicklungspolitik und -hilfe eingeführt und damit einen weitverbreiteten Begriff der heutigen Weltsprache geprägt. Nicht nur chronologisch drängt sich der Schluss auf, dass „Good Governance“ nach und aus dem Erfolg von „Corporate Governance“ erwachsen ist.
Von diesen parallelen fachsprachlichen normativen Begriffen hat sich Governance inzwischen gelöst und ist wieder als ein selbstständiger deskriptiver Begriff in die allgemeine Historiker- und Politikwissenschaftssprache zurückgekehrt. „Corporate Governance“ und „Good Governance“ sind heute aufgrund ihrer massenhaften Verwendung als Fremdwörter der deutschen Sprache einzuordnen.